# 林義豐
林義豐（1948年2月4日—），臺灣企業家，伍彩集團創辦人。

## 生平
林義豐出生於臺南市南區金華路一帶，就學於協進國小。擁有維吉尼亞州科技管理大學企業管理碩士。1968年投入紡織與建設業，創立伍彩集團、柏谷建設。
2017年宣布參選台南市長，因舉辦「Crazy Friday」音樂活動造成話題。2018年11月24日，獲得8萬4153票的第四高票未當選。2019年11月15日，宣佈投入競選南市第五選區立委，最後僅獲得10,110票落選。2022年7月16日，於台南市南區虹韻文創中心宣佈參選2022年台南市長。

## 與周玉蔻爭論
2018年7月30日，林義豐上名嘴周玉蔻主持的廣播節目《蔻蔻早餐》時，周玉蔻說「因為你沒有從政過，你不是政客，可是人家說你是奸商欸！你欠人家錢不還.....」，林義豐立刻動怒反駁，「這是別人講的，你今天是主持人，講這種話太硬了，你要自我檢討，因為你沒頭尾的說我奸商，你這種節目吼…我可以不上欸！我等一下可以轉身就走欸！你這樣黑白講喔.....」，最後節目工作人員進入直播畫面，挽救火爆局面，最終林義豐和周玉蔻雙方各退一步。

## 選舉紀錄
| 年度 | 選舉屆數             | 選舉區           | 所屬政黨 | 得票數 | 得票率 | 當選標記 | 備註 |
| ---- | -------------------- | ---------------- | -------- | ------ | ------ | -------- | ---- |
| 2018 | 第三屆臺南市市長選舉 | 臺南市           | 無黨籍   | 84,153 | 8.71%  |          |      |
| 2020 | 第十屆立法委員選舉   | 臺南市第五選舉區 | 無黨籍   | 10,110 | 5.07%  |          |      |
| 2022 | 第四屆臺南市市長選舉 | 臺南市           | 無黨籍   | 24,606 | 2.77%  |          |      |

## 著作
- 林義豐，《從0開始》，高雄，高雄復文圖書出2013年初版，ISBN 9789866300

## 外部連結
- 林義豐MarkLin的Facebook專頁
- 林義豐的Instagram帳戶